# Gérard Charrière
 (avril 2018).
Si vous disposez d'ouvrages ou d'articles de référence ou si vous connaissez des sites web de qualité traitant du thème abordé ici, merci de compléter l'article en donnant les références utiles à sa vérifiabilité et en les liant à la section « Notes et références ».
Gérard Charrière, né le 24 mai 1935 à Magnedens, est un artiste peintre suisse à Magnedens.

## Biographie
Gérard Charrière est né le 24 mai 1935 à Magnedens (commune de Gibloux) dans le canton de Fribourg. Il commence ses études dans le milieu de la reliure à l'école des Arts et Métiers de Bâle puis au Lycée Technique Estienne à Paris. De 1964 à 1968, il collabore au sein de la Newberry Library à Chicago.
En 1968, il se fixe à New York où il se consacre à la peinture tout en continuant de lier art et reliure. En 1970, il présente sa première exposition personnelle à la Gimpel & Weitzenhoffer Gallery à New York. En 1974, il collabore avec Rudolf Baranik au sein de la Art Students’ League. En 1976, il décroche une bourse auprès du Swiss Center Foundation.
Il expose à la Princeton University (1979), au  Metropolitan Museum (1982), au Salon du Livre de Genève (1989). En février 1987, il expose au Swiss Institue de New York avec le lithographe Felix Brenner.
En 2001, il quitte New York pour s'installer à Berlin. Il expose dans de nombreuses galeries, fondations et musées en Suisse, en Allemagne, aux États-Unis, en Belgique et au Royaume-Uni.
En 2019, il quitte Berlin pour s'installer à Londres où il poursuit son activité.

## Expositions
- Gimpel & Weitzenhoffer Gallery, New York, USA (1970).
- Musée Bellerive, Zürich, Suisse (1972).
- Galerie Stemmle, Ascona, Suisse (1975).
- Galerie Swiss Center, New York, USA (1976).
- Musée d'Art Moderne de San Francisco, USA (1978) - exposition commune.
- Université de Rhode Island, Providence, USA (1978).
- Key Gallery, New York, USA (1978-1979).
- Université de Princeton, USA (1979).
- Metropolitan Museum, USA (1982).
- Bibliothèque de l'Arsenal, Paris, France (1990) - exposition commune.
- The Victoria and Albert Museum, Londres, Royaume-Uni (1991) - exposition commune.
- Galerie von Geymuller, Essen, Allemagne (1992).
- Richart Gallery, New York, USA (1996).
- Wuersch & Gering Gallery, New York, USA (2001-2002)[4].
- Galerie J.-J. Hofstetter, Fribourg, Suisse, (2003)[5].
- Galerie du Solstice, Yverdon, Suisse (2004).
- Galerie Schober, Ditzingen, Allemagne (2005-2006).
- Wuersch & Gering Gallery, New York, USA (2007-2008).
- Studio at Kreativ-Fabrik, Berlin, Allemagne (2009-2015).
- Blaue Stunde Gallery, Berlin, Allemagne (2013)[6].
- Gutshaus Steglitz Gallery, Berlin, Allemagne (2016).
- Galerie J.-J. Hofstetter, Fribourg, Suisse, (2019).